# Святое Пророчество (фрегат, 1693)
«Святое Пророчество» — парусный 44-пушечный фрегат, а затем торговое судно Беломорской флотилии Российского императорского флота.

## Описание фрегата
Небольшое палубное судно с деревянными корпусом, под палубой находился грузовой трюм и каюты экипажа. Артиллерийское вооружение фрегата состояло из 44 орудий, включавших 6 басов и 38 орудий мелкого калибра. Все орудия размещались на верхней палубе.

## История службы
Решение о покупке фрегата в Голландии было принято Петром I в 1693 году во время его первого визита в Архангельск. В следующем году судно было спущено на воду в Роттердаме, а 13 (23) июня 1694 года на амстердамском рейде на судне был поднят бело-сине-красный флаг. По прибытии в Архангельск 21 (31) июля 1694 года фрегат был назван Петром I «Святым пророчеством», при этом прибытие фрегата в Россию Пётр I встречал у бара Северной Двины.
В том же году под командованием адмирала-генералиссимуса Ф. Ю. Ромодановского с 14 (24) августа по 21 (31) августа фрегат во главе отряда из 3 судов, включавшего помимо самого фрегата яхту «Святой Пётр» и фрегат «Святой Павел», совершил плавание, сопроводив очередной караван купеческих судов, уходящий по Белому морю из Архангельска, до мыса Святой Нос, т.е. до выхода в океан. После чего все три судна вернулись в Архангельск. При этом во время плавания из-за ошибки командира яхты «Святой Пётр» контр-адмирала Патрика Гордона последняя чуть не налетела на скалы и не разбилась. По признанию самого контр-адмирала «только Божественное провидение» спасло судно от гибели.
После 1695 года фрегат был переоборудован и переквалифицирован в торговое судно.

## Командиры судна
Командирами фрегата «Святое Пророчество» в составе российского флота в разное время служили:
- адмирал-генералиссимус Ф. Ю. Ромодановский (1694 год)[9];
- Я. Флам (1694 год)[3].

## Память
Судно фигурирует в романе Юрия Германа «Россия молодая» и одноимённом телевизионном художественном фильме Ильи Гурина.